# Palicourea amplissima
Palicourea amplissima är en måreväxtart som beskrevs av Charlotte M. Taylor. Palicourea amplissima ingår i släktet Palicourea och familjen måreväxter. Inga underarter finns listade i Catalogue of Life.